# Совиня Печ
Совиня Печ (словен. Sovinja Peč) — поселення в общині Камник, Осреднєсловенський регіон, Словенія. Висота над рівнем моря: 890,2 м.